# 신언상
신언상(申彦祥, 1950년 11월 2일 ~ , 전남 영광)은 대한민국의 공무원이다.

## 학력
- 경동고등학교 졸업
- 연세대학교 정치외교학 학사
- 연세대학교 대학원 정치학 석사

## 경력
- 1979년 : 국토통일원 근무
- 1996년 : 통일원 통일정책실 제3정책관
- 1997년 : 통일원 정보분석실 제2분석관
- 1998년 : 통일부 정보분석실 제1분석관
- 1999년 : 통일부 공보관
- 2000년 : 통일부 정보분석국장
- 2001년 : 남북회담사무국장
- 2003년 : 통일부 통일정책실장
- 2005년 : 통일교육원장
- 2006년 : 통일부 차관
- 2007년 : 개성공단관리위원회 위원장
- 2007년 : 개성공업지구지원재단 이사장

| 전임 이봉조 | 제16대 통일부 차관 2006년 2월 16일 ~ 2007년 8월 8일 | 후임 이관세 |